# Poa plicata
Poa plicata là một loài cỏ trong họ hòa thảo, thuộc chi poa.